# كانالي مونتيرانو
كانالي مونتيرانو هي بلدة تقع في العاصمة روما في إيطاليا .

## السكان
في سنة 1871 بلغ عدد السكان 1٬083 نسمة، وتطور العدد ليصل في سنة 2011 لـ 4٬071 نسمة.
يظهر هذا المخطط البياني تطور النمو السكاني لـ كانالي مونتيرانو